# Deianira damazioi
Deianira damazioi är en gentianaväxtart som beskrevs av E.F. Guimaraes. Deianira damazioi ingår i släktet Deianira och familjen gentianaväxter. Inga underarter finns listade i Catalogue of Life.